# مانيكس
مانيكس (بالإنجليزية: Mannix)‏ هو مسلسل أدب بوليسي تم إنتاجه في الولايات المتحدة. بدأ عرضه في سنة 1967 على سي بي إس. بلغ عدد مواسم المسلسل 8 مواسم، بلغ عدد حلقاته 194 حلقة، وتبلغ مدة الحلقة الواحدة 50 دقيقة. المسلسل من تأليف ويليام لينك، تم بث المسلسل لأول مرة بتاريخ 16 سبتمبر 1967 بينما تم بث آخر حلقة منه بتاريخ 13 أبريل 1975 بعد أن استمر لقرابة 8 أعوام. من بطولة مايك كونرز.

## الجوائز
- جائزة غولدن غلوب لأفضل مسلسل دراما
- جائزة إدغار

## روابط خارجية
- مانيكس على موقع IMDb (الإنجليزية)
- مانيكس على موقع روتن توميتوز (الإنجليزية)
- مانيكس على موقع كينوبويسك (الروسية)
- مانيكس على موقع ألو سيني (الفرنسية)
- مانيكس على موقع قاعدة بيانات الفيلم (الإنجليزية)